# Force India VJM08
Chronologie des modèles (2015)
Force India VJM07 Force India VJM09
La Force India VJM08 est la monoplace de Formule 1 engagée par l'écurie indienne Force India dans le cadre du championnat du monde de Formule 1 2015. Elle est pilotée par le Mexicain Sergio Pérez et l'Allemand Nico Hülkenberg, qui effectuent tous les deux leur deuxième saison chez l'écurie de Silverstone. Le pilote essayeur est l'Allemand Pascal Wehrlein.
Conçue par l'ingénieur britannique Andrew Green, la VJM08 est présentée le 25 février 2015 sur Internet, après avoir présentée sa nouvelle livrée le 21 janvier 2015 au musée Soumaya de Mexico. Évolution de la Force India VJM07 de 2014, elle s'en distingue notamment par son poids, augmenté de onze kilogrammes.

## Création de la monoplace
La livrée de la VJM08 se distingue de sa devancière par une livrée noire, argentée et orange, abandonnant par cette occasion le vert, utilisé depuis 2009. La teinte argentée souligne en outre le partenariat moteur avec Mercedes, en vigueur depuis cette même date.
Devant être présentée pour les essais privées de Jerez début février, la conception de la VJM08 a pris du retard, notamment en raison des faillites successives de Marussia F1 Team et de Caterham F1 Team, dont les difficultés de cette dernière a empêché l'écurie indienne d'utiliser la soufflerie de Toyota à Cologne en Allemagne, jusqu'en décembre 2014. La disparition des deux équipes a également contraint à payer en avance les fournisseurs de réservoir, de moteur et de boite de vitesses de Force India, ce qui n'est pas le cas habituellement, posant un problème de trésorerie. En effet, selon la presse allemande, l'écurie aurait contracté 50 millions de dollars de dettes, entraînant des rumeurs quant à sa participation au premier Grand Prix de la saison, en Australie. De plus, les factures impayées de Force India auraient contraint son fournisseur en carbone, EPM, à ne pas la livrer en matériau pour finaliser l'assemblage de la VJM08, retardant ainsi sa présentation. Otmar Szafnauer, le directeur des opérations de l'écurie, affirme que les problèmes avec EPM sont dus au déménagement des locaux de ce dernier dans une nouvelle usine, endommageant ainsi des pièces importantes pour la VJM08,,.

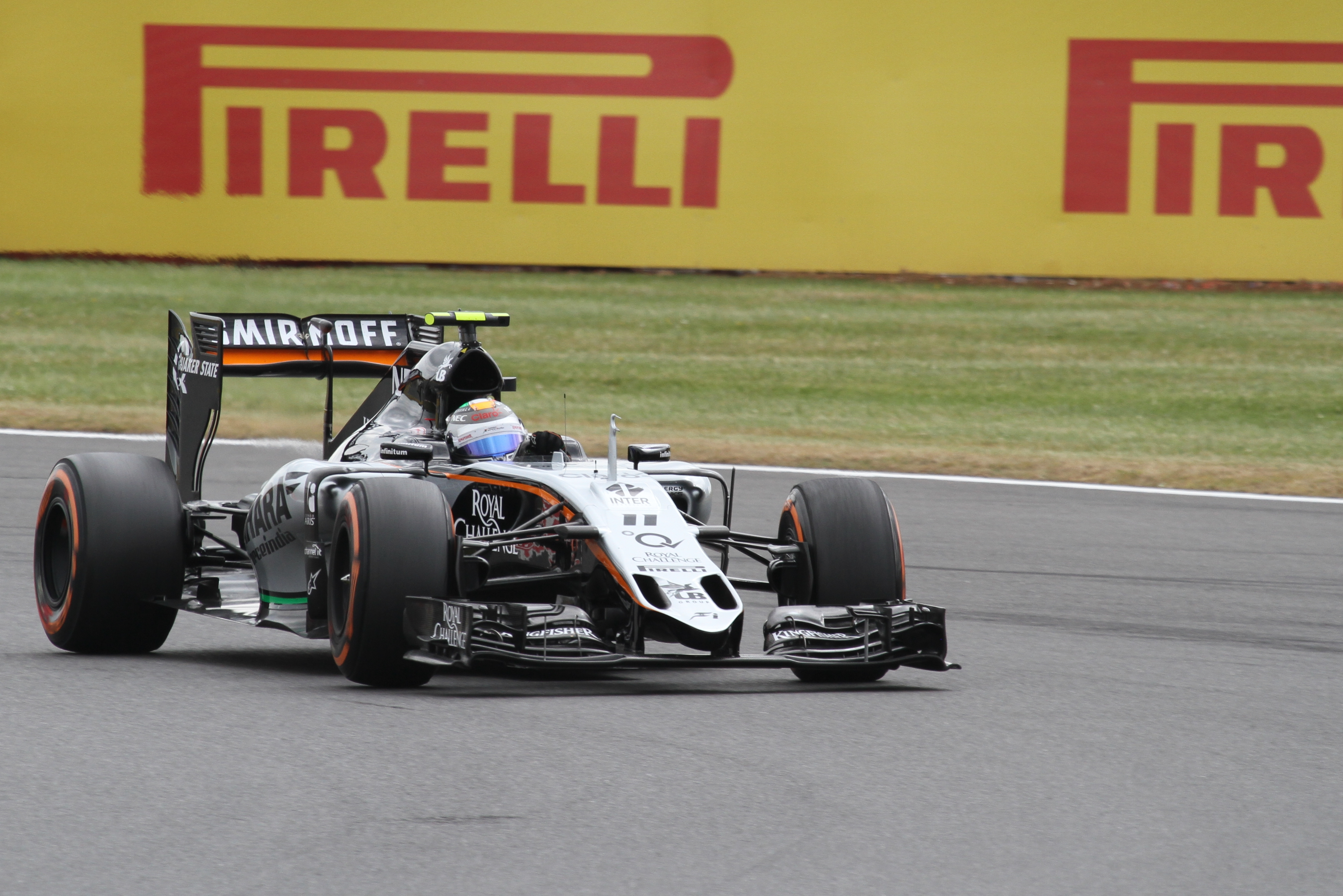
Sergio Pérez au volant de la Force India VJM08B au Grand Prix de Grande-Bretagne 2015.

Moins compétitive notamment à cause du retard accumulé, Force India présente, lors du Grand Prix de Grande-Bretagne, la VJM08B, une version améliorée de la monoplace, avec beaucoup de nouveautés (museau, compartiment moteur et suspensions...).

## Résultats en championnat du monde de Formule 1
| Saison | Écurie                     | Moteur                     | Pneus   | Pilotes         | Courses | Courses | Courses | Courses | Courses | Courses | Courses | Courses | Courses | Courses | Courses | Courses | Courses | Courses | Courses | Courses | Courses | Courses | Courses | Points inscrits | Classement |
| Saison | Écurie                     | Moteur                     | Pneus   | Pilotes         | 1       | 2       | 3       | 4       | 5       | 6       | 7       | 8       | 9       | 10      | 11      | 12      | 13      | 14      | 15      | 16      | 17      | 18      | 19      | Points inscrits | Classement |
| ------ | -------------------------- | -------------------------- | ------- | --------------- | ------- | ------- | ------- | ------- | ------- | ------- | ------- | ------- | ------- | ------- | ------- | ------- | ------- | ------- | ------- | ------- | ------- | ------- | ------- | --------------- | ---------- |
| 2015   | Sahara Force India F1 Team | Mercedes V6 PU106B hybride | Pirelli |                 | AUS     | MAL     | CHI     | BAH     | ESP     | MON     | CAN     | AUT     | GBR     | HON     | BEL     | ITA     | SIN     | JAP     | RUS     | USA     | MEX     | BRÉ     | ABU     | 136             | 5e         |
| 2015   | Sahara Force India F1 Team | Mercedes V6 PU106B hybride | Pirelli | Sergio Pérez    | 10e     | 13e     | 11e     | 8e      | 13e     | 7e      | 11e     | 9e      | 9e      | Abd     | 5e      | 6e      | 7e      | 12e     | 3e      | 5e      | 8e      | 12e     | 5e      | 136             | 5e         |
| 2015   | Sahara Force India F1 Team | Mercedes V6 PU106B hybride | Pirelli | Nico Hülkenberg | 7e      | 14e     | Abd     | 13e     | 15e     | 11e     | 8e      | 6e      | 7e      | Abd     | Np      | 7e      | Abd     | 6e      | Abd     | Abd     | 7e      | 6e      | 7e      | 136             | 5e         |

Légende : ici 